# 2-ра армия (Германска империя)
Вижте пояснителната страница за други значения на 2-ра армия (Вермахт).
| Райхсхер | Райхсхер   | Райхсхер |
| -------- | ---------- | -------- |
| 1-ва А   | 2-ра армия | 3-та А   |

2-ра армия (на немски: Deutsches 2. Armee) е една от армиите на сухопътните войски на Райхсхера, сформирана по време на Първата световна война.

## История

### Първа световна война
През Първата световна война армията воюва на Западния фронт като част от План Шлифен, офанзивата срещу Франция и Белгия през август 1914 г. Командвана от генерал Карл фон Бюлов нейната цел е осигуряването на нужната подкрепата за 1-ва армия и присъединяването и в обкръжаването на Париж по-късно, с цел бързото приключване на войната за Франция.
Между 23/24 август същата година, обсажда белгийската крепост около Намюр като едновременно води битки срещу генерал Чарлз Ланрезац, командващ френската 5-а армия – битката при Шарлеруа (между 23/24 август 1914 г.) и Сен Куентин (между 29/30 август 1914 г.).
Голяма част от нея бива унищожена по време на англо-френската офанзива при Сома.

## Командна част

### Командири
- Генерал-полковник Карл фон Бюлов (2 август 1914 – 4 април 1915)
- Генерал от пехотата Фриц фон Белов (4 април 1915 – 19 юли 1916)
- Генерал от артилерията Макс фон Галвиц (19 юли 1916 – 17 декември 1916)
- Генерал от кавалерията Георг фон дер Марвиц (17 декември 1916 – 22 септември 1918)
- Генерал от кавалерията Адолф фон Карловиц (22 септември 1918 – 13 ноември 1918)